# Nova Itaberaba
Nova Itaberaba est une ville brésilienne située dans la mésorégion Ouest de Santa Catarina, dans l'État de Santa Catarina.

## Géographie
Nova Itaberaba se situe par une latitude de 26° 56′ 23″ sud et par une longitude de 52° 48′ 44″ ouest, à une altitude de 350 mètres.
Sa population était de 4 267 habitants au recensement de 2010. La municipalité s'étend sur 138 km2.
Elle fait partie de la microrégion de Chapecó, dans la mésorégion Ouest de Santa Catarina.

## Villes voisines
Nova Itaberaba est voisine des municipalités (municípios) suivantes :
- Águas de Chapecó
- Chapecó
- Coronel Freitas
- Nova Erechim
- Planalto Alegre